# Schloss Zogelsdorf
Das Schloss Zogelsdorf ist ein denkmalgeschütztes Schloss in der niederösterreichischen Ortschaft Zogelsdorf. Es liegt an der Durchzugsstraße des Ortes.

## Geschichte
Die zweigeschoßige Anlage stammt im Kern aus dem 16./17. Jahrhundert und wurde im 19. und 20. Jahrhundert verändert. Ab 1522 war der ehemalige Gutshof im Besitz adeliger Familien. 1628 ging er an Harmannsdorf und wurde 1670 umgebaut. 1831 wurde er als Gasthof genutzt. 1839 gehörte er der Familie Suttner. Freiherr Karl Gundakar Ritter von Suttner beherbergte 1848 den kaiserlichen Hof und in den Folgejahren die Mitglieder des Reichskriegsministeriums in seinem Schloss. Heute ist das Schloss im Besitz der Familie Perko-Greiffenbühl. 2009 wurde in mehreren Räumen ein Ordensmuseum eingerichtet, das von der IOU-Gesellschaft für Ordenskunde, Heraldik und Familienforschung betrieben wird. Ausgestellt werden verschiedene Ehrenzeichen, Auszeichnungen, Medaillen und Ordensinsignien.

## Beschreibung
Die Südfront ist gekennzeichnet durch einen mittigen Balusterbalkon mit volutenförmig ausgeführten Konsolen und einem Pultdach, das auf zwei toskanischen Säulen ruht. Der Hauptpfosten der Balustrade weist plastisches Rankenwerk vom Anfang des 18. Jahrhunderts auf. Die Süd- und Ostfassade ist von profilierten Steingewändetüren und -fenstern durchbrochen, die zum Teil auf das 17. Jahrhundert datiert werden. Ebenfalls aus dem 17. Jahrhundert stammen die doppelgeschoßigen Arkaden an der Süd- und Ostseite des Innenhofs. Diese haben im Untergeschoß Kreuzgratgewölbe auf toskanischen Säulen und im Obergeschoß Steinbalustraden.
Von der ehemaligen Gartenanlage ist vor der Südfassade eine Einfriedung aus quadratischen Pfeilern mit Pyramidendächern erhalten geblieben. 1967 wurde ein Naturgarten unter teilweiser Verwendung älterer Bauteile angelegt.
Im Erdgeschoß befinden sich eine Eingangshalle und Räume aus dem 16. Jahrhundert mit Tonnengewölben. Im Südwesten des Obergeschoßes sind profilierte Steingewändetüren zu sehen. In den Osttrakt wurde in der ersten Hälfte des 19. Jahrhunderts ein Stiegenhaus mit schmiedeeisernen Türen und Gittern eingebaut. In der Südostecke des Obergeschoßes ist ein Raum mit einer Holzbalkendecke und flachbogigen Fensterlaibungen erhalten, der in dieser Form im 17. Jahrhundert gestaltet wurde.